# Бінту
«Бінту» (нім. Bintou) — повнометражний документальний фільм відзнятий режисером Сімоною Катаріною Ґауль. Фільм — учасник міжнародного кінофестивалю Docudays UA.
Режисер Сімона Ґауль багато подорожувала Західною Африкою, де зустріла Бінту — героїню її останнього фільму. Мотивацією для створення цієї документальної стрічки стала міцна дружба, що зав'язалася між жінками, а також прагнення показати, що «втрачений африканський континент» — це не лише катастрофи, голод та війни. Це і маленький успіх окремих наполегливих особистостей.

## Опис
Бінту — молода кравчиня, яка мешкає в Буркіна-Фасо і мріє про кар'єру в Європі. Її замовники задоволені швидкістю та невисокою вартістю роботи Бінту, а вона, в свою чергу, з радістю знайомиться з європейським стилем життя. Буття жінки минає в праці, вечірках з іноземцями, які живуть в її країні. Недільні дні Бінту проводить у колі друзів. Кравчиня записує відеощоденник про свої найновіші витвори і полюбляє спілкуватися онлайн в інтернет-кав'ярнях. Проте крихкий життєвий лад жінки перевертається з ніг на голову після того, як вона забирає додому з дитячого будинку свою семирічну доньку Крістіан. Тепер відповідальність за дитину Бінту повинна взяти на себе… Ця молода і сильна жінка шукає власний шлях між традиційною та сучасною культурою, намагаючись поєднати материнство з кар'єрою.